# مینگ جیا
مینگ جیا (به چینی: 孟佳) (زاده ۳ فوریه ۱۹۸۹) خواننده، بازیگر چینی است. او یکی از اعضای گروه میس ای بود. در مه ۲۰۱۶، جیا بعد از به اتمام رسیدن مهلت قراردادش با جی‌وای‌پی انترتینمنت گروه را ترک کرد.